# 金山季逸

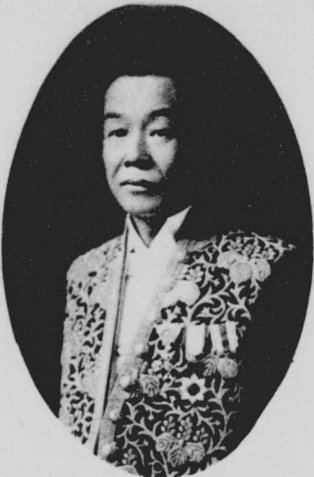
金山季逸

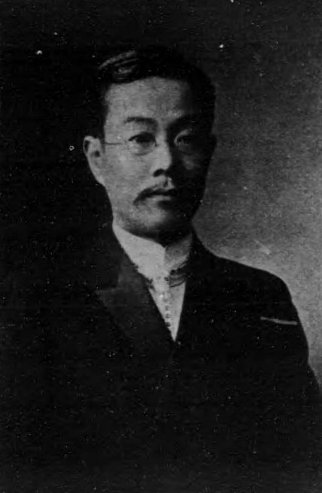
金山季逸

金山 季逸（かなやま きいつ、1878年（明治11年）9月22日 - 1943年（昭和18年）3月11日）は、司法官僚、検事。旧姓・武部。

## 経歴
富山県上新川郡山室村（現在の富山市）に武部尚志の四男として生まれ、金山彦一の養子となった。1904年（明治37年）、東京帝国大学法科大学英法科を卒業。同年、司法官試補となり、東京地方裁判所に勤務した。1906年（明治39年）、検事となり、東京地方裁判所予備検事、前橋地方裁判所検事、八王子区裁判所検事、東京区裁判所検事、東京地方裁判所検事、横浜地方裁判所検事正、東京控訴院検事、横浜地方裁判所検事正、大阪地方裁判所検事正、東京地方裁判所検事正、長崎控訴院検事長、大審院検事を歴任した。
1934年（昭和9年）には司法次官に就任した。その後、東京控訴院検事長、大阪控訴院検事長を務めた。

## 親族
- 武部其文 - 兄。衆議院議員。

## 栄典
勲章
- 1935年（昭和10年）2月8日  - 勲二等瑞宝章[5]